# امکان عام و امکان خاص
ابن سینا در کتاب القیاس نوع بسیار متداولی از امکان را که به معنای محال نبودن است، امکان عام می‌نامد. وی این معنی از امکان را ملازم با «سلب ضرورت عدم» می‌داند، از طرفی سلب ضرورت عدم همان «امتناع» است، بنابر این امکان عام به معنای «سلب امتناع» است.رابطه تلازم میان امکان و ضرورت بر اساس تحلیل ابن سینا به این صورت قابل ارائه است:
امکان عام= سلب ضرورت عدم = سلب امتناع

## امکان خاص
امکان خاص به معنای سلب ضرورت وجود و سلب ضرورت عدم است. اگر p گزاره‌ای با امکان خاص باشد، به این معنی است که p نه ضرورت دارد و نه ممتنع است. امکان خاص p به معنای سلب امتناع وجود و سلب امتناع عدم p است.

## امکان اخص
معنای ضیق تری از امکان که شامل سلب همه ضرورتها یعنی ذاتی، وصفی و وقتی امکان اخص گویند. «... و هو ان یکون الحکم غیر الضروری البته، ولا فی وقت کالکسوف و لا فی حال کالتغیر للکتحرک، بل یکون مثل الکتابه للانسان»
متاخرین امکان اخص را شامل سلب همه ضرورتها یعنی ذاتی، وصفی و وقتی و منتشره به استثنای ضرورت به شرط محمول می‌دانند. ضرورت به شرط محمول، ضرورت پس از وجود و تحقق محمول برای موضوع است. این ویژگی امکان اخص سبب شد تا خواجه نصیر این امکان را شایسته‌تر برای عنوان «امکان» بداند زیرا ممکن خاص و عام می‌توانند ضروری وصفی یا وقتی باشند و در این صورت یکی از دو جانب سلب و ایجاب برای آنها ترجیح یافته‌است.

## امکان استقبالی
ابن سینا امکان استقبالی را اینگونه تعریف می‌کند:
«و قد یقال ممکن و یفهم منه معنی آخر، و هو أن یکون الالتفات فی الاعتبار لیس لما یوصف به الشیء فی حال من أحوال الوجود من إیجاب أو سلب بل بحسب الالتفات إلی حاله فی الاستقبال، فإذا کان ذلک المعنی غیر ضروری الوجود و العدم فی أی وقت فرض فی المستقبل فهو ممکن.»
شرط عدم وجود ضرورت به شرط محمول در تعریف امکان استقبالی ابتدا توسط قطب الدین رازی مطرح شد و پس از وی در تعریف امکان استقبالی رواج یافت.
1. 1 2  ابن‌سینا. ۱۴۰۳. الاشارات و التنبیهات (مع شرح الخواجه نصیرالدین طوسی و المحاکمات لقطب الدین الرازی). ج1. قم: دفتر نشر الکتاب. ص 157
2. 1 2  ابن‌سینا. 1383. الاشارات و تنبیهات مع الشرح لنصیر الدین طوسی و شرح الشرح لقطب الدین رازی. قم: نشر البلاغه. ص 129
3. 1 2 3 4  مزگی نژاد, مرتضی (2021-01-20). "تحلیلی بر امکان استقبالی از منظر ابن‌سینا". فلسفه و کلام اسلامی. 53 (2): 522–503. doi:10.22059/jitp.2020.298156.523188. ISSN 2008-9422.
4. ↑  ابن سینا.1433ق. الشفاء: القیاس. راجعه و قدم له ابراهیم مدکور؛ تحقیق سعید زاد. قم: منشورات ذوی‌القربی. ص 162
5. ↑  در مقاله «تحلیلی بر امکان استقبالی از منظر ابن سینا» این شرط با سیستم موجهاتی ابن سینا و تعریف وی از امکان استقبالی ناسازگار دانسته شده‌است.